# Tabanus maini
Tabanus maini är en tvåvingeart som beskrevs av M. Josephine Mackerras 1971. Tabanus maini ingår i släktet Tabanus och familjen bromsar. Inga underarter finns listade i Catalogue of Life.